# (16024) 1999 CT101
A (16024) 1999 CT101 a Naprendszer kisbolygóövében található aszteroida. A LINEAR projekt keretében fedezték fel 1999. február 10-én.